# Società Sportiva Lazio Calcio Femminile 1996-1997
Questa voce raccoglie le informazioni riguardanti la Società Sportiva Lazio Calcio Femminile nelle competizioni ufficiali della stagione 1996-1997.

## Rosa
Rosa aggiornata all'inizio della stagione.
| N. |                   | Ruolo | Calciatrice        |
| -- | ----------------- | ----- | ------------------ |
|    | Italia (bandiera) | C     | Claudia Alvino     |
|    | Italia (bandiera) | D     | Laura Baldinelli   |
|    | Italia (bandiera) | D     | Ilaria Brachetti   |
|    | Italia (bandiera) | D     | Monica Caprini     |
|    | Italia (bandiera) | C     | Manuela Carbonetti |
|    | Italia (bandiera) | D     | Daria Castellana   |
|    | Italia (bandiera) | A     | Daniela Colasante  |
|    | Italia (bandiera) | P     | Silvia Colella     |
|    | Italia (bandiera) | D     | Monica De Marco    |
|    | Italia (bandiera) | D     | Daniela Di Bari    |
|    | Italia (bandiera) | P     | Simona Di Renzo    |

| N. |                   | Ruolo | Calciatrice        |
| -- | ----------------- | ----- | ------------------ |
|    | Italia (bandiera) | D     | Adele Frollani     |
|    | Italia (bandiera) | A     | Manuela Lattanzi   |
|    | Italia (bandiera) | A     | Mirta Lispi        |
|    | Italia (bandiera) | C     | Alba Mellina       |
|    | Italia (bandiera) | C     | Tatiana Millanta   |
|    | Italia (bandiera) | A     | Maria Napoleoni    |
|    | Italia (bandiera) | A     | Valentina Paladini |
|    | Italia (bandiera) | A     | Patrizia Panico    |
|    | Italia (bandiera) | P     | Veronica Varamo    |
|    | Italia (bandiera) | C     | Tatiana Zorri      |